# Rutilia nigrihirta
Rutilia nigrihirta är en tvåvingeart som beskrevs av Malloch 1935. Rutilia nigrihirta ingår i släktet Rutilia och familjen parasitflugor. Inga underarter finns listade i Catalogue of Life.